# Jean-Baptiste-Antoine Méglin
Jean-Baptiste-Antoine Méglin est un médecin et physicien, né à Soultz (Alsace) en 24 juin 1756, mort à Colmar le 13 mars 1824. 

## Aperçu biographique
Il est le fils de François Méglin(1721 - 1785), médecin de la ville de Soultz. Le nom de Meglin ou Mäglin figure dans les registres de la paroisse Saint-Maurice dès 1656 et jusqu'à la Révolution . Reçu docteur en médecine en 1775 à Besançon, il s'installe à Soultz. Il rejoint Colmar vers 1790. Il est connu pour avoir mis au point un traitement contre la névralgie faciale : les « pilules de Méglin » renfermant du zinc, de l’extrait de jusquiame et de valériane.
Il est membre correspondant de l’ Athénée de Paris.

## Œuvres
- Analyse des eaux minérales de Sultzmatt, en Haute-Alsace, Imp. Jean Henri Heitz, 1779, lire en ligne sur Gallica.
- Recherches et observations sur la névralgie faciale ou le tic douloureux de la face, Strasbourg, 1816,lire en ligne sur Gallica.
- Mémoire sur l'usage des bains dans le tétanos, F.-G. Levrault (Paris),1822,lire en ligne sur Gallica.

En collaboration:
- Précis historique de l'établissement de la vaccine dans le département du Haut- Rhin avec Gabriel Morel, Félix Des Portes, Jean Bartholdi, Bernard Brassier, Lang, 1811, Colmar , lire en ligne sur Gallica.